# Pterophorinae
Pterophorinae — подсемейство чешуекрылых семейства пальцекрылок.

## Описание
Вторая и третья лопасть задних крыльев с тремя жилками: M3, Cu1 и Cu2; третья лопасть заметно уже первой, лишь с A1. Передние крылья расщеплены до 1/3 длины, реже до середины и за неё. Бархатные крылья с пятнами тёмных чешуек (волосков).